# Hujas
Hujas este o arie protejată (arie specială de conservare — SAC, sit de importanță comunitară — SCI, arie de protecție specială avifaunistică — SPA) din Finlanda întinsă pe o suprafață de 44 ha, integral pe uscat.

## Localizare
Centrul sitului Hujas este situat la coordonatele 61°45′26″N 27°19′44″E / 61.7572°N 27.3289°E.

## Înființare
Situl Hujas a fost declarat sit de importanță comunitară în august 1998 pentru a proteja 24 de specii de animale. Alte tipuri de protecție:
- arie de protecție specială avifaunistică (în august 1998)[2]
- arie specială de conservare (în aprilie 2015)[1][3][4]

## Biodiversitate
Situată în ecoregiunea boreală, aria protejată conține 2 habitate naturale: Lacuri și iazuri distrofice naturale, Mlaștini turboase de tranziție și turbării mișcătoare.
La baza desemnării sitului se află mai multe specii protejate de  păsări (24): rață sulițar (Anas acuta), gâscă de semănătură (Anser fabalis), rața moțată (Aythya fuligula), bătăuș (Calidris pugnax), erete de stuf (Circus aeruginosus), erete vânăt (Circus cyaneus), lebădă de iarnă (Cygnus cygnus), Emberiza rustica, șoimul rândunelelor (Falco subbuteo), cufundar polar (Gavia arctica), cocor (Grus grus), Hydrocoloeus minutus, pescăruș râzător (Larus ridibundus), Lyrurus tetrix tetrix, Mergellus albellus, codobatura galbenă (Motacilla flava), ciocănitoare de munte (Picoides tridactylus), corcodel-urechiat (Podiceps auritus), cresteț pestriț (Porzana porzana), Spatula clypeata, rață cârâitoare (Spatula querquedula), huhurezul mic (Strix uralensis), fluierar negru (Tringa erythropus), fluierar de mlaștină (Tringa glareola).
Pe lângă speciile protejate, pe teritoriul sitului au mai fost identificate 1 specie de păsări, 1 specie de amfibieni.